# JAG OUT
『JAG OUT』（ジャグ・アウト）は、日本のロックバンド・THE STREET SLIDERS通算3枚目のスタジオ録音アルバムである。1984年11月11日EPIC・ソニーより発売。

## 解説
- 本作では“JOY-POPS”名義（村越弘明、土屋公平）による共作2曲のほか、土屋は単独でもソロ1曲（OUT DOOR MEN）の書き下ろしを提供している。
- ソニーが導入したデジタル・システムによる初のレコーディング作品となっており、録音していた時に山下達郎がスタジオを見学に来たエピソードが残されている。
- 「Feel So Down」はスライダーズが初めてレゲエのリズムを取り入れた作品である。
- 「PACEMAKER」はデビュー前のアマチュア時代から演奏されていた曲。

### カメレオン
- 「カメレオン」は、先行でリリースされたアナログの12インチ・シングルに収録された7分半一発録りの演奏がオリジナルであり、アルバムを出すにあたって4分半弱に縮めたもの（後半のセッション部分をカット）がLP及びCDに収められている。
- 2本のギターによるイントロのリフが知られている「カメレオン」はストリート・スライダーズの代表曲。ファンク的な要素の曲をバンドでやりたい感じがあったその頃、市川のベースラインとギター土屋のギターリフが先にあり、バンドのセッションに持って行って二人がジャムを行っていたところに村越が2本目のギターを重ねてきて生まれた。
- 「二人でリズムをやることによってグルーヴに多彩さが出て複合的なノリが重なり、うねる感じになる（土屋公平）[注釈 1]」

## 収録曲
| 全編曲: THE STREET SLIDERS。 |                     |                |
| #                            | タイトル            | 作詞・作曲     |
| 1.                           | 「TOKYO JUNK」      | Hiro Murakoshi |
| 2.                           | 「No More Trouble」 | Hiro Murakoshi |
| 3.                           | 「カメレオン」      | Hiro Murakoshi |
| 4.                           | 「OUT DOOR MEN」    | Kohei Tsuchiya |
| 5.                           | 「PACE MAKER」      | Hiro Murakoshi |

| 全編曲: THE STREET SLIDERS。 |                          |                |
| #                            | タイトル                 | 作詞・作曲     |
| 6.                           | 「Feel So Down」         | Joy-Pops       |
| 7.                           | 「Easy Come, Easy Go」   | Hiro Murakoshi |
| 8.                           | 「All You Need Is Cash」 | Joy-Pops       |
| 9.                           | 「one day」              | Hiro Murakoshi |
| 10.                          | 「チャンドラー」         | Hiro Murakoshi |

## クレジット
- THE STREET SLIDERS are：
- Hiroaki Murakoshi
  - Vocal, Guiar, Keyboards
- Kohei Tsuchiya
  - Vocal, Guitar
- Yoji Ichikawa
  - Bass
- Masao Suzuki
  - Drums, Percussions
- Produced：THE STREET SLIDERS
- Engineer：Toshiro Itoh
- Second Engineer：Masato Ohmori, Junji Matsuo
- Recorded：CBS SONY 六本木, 信濃町スタジオ
- Artist Manager：Makoto Fukuda, Hajime Motoki, Shinichi Kashiwadate
- Artist Promoter：Takao Ohsaki, Sayuri Ohtsu
- Recording Manager：Shintaro Yamamoto
- Photography & Design：Keiji Uyeda, After Hours Studio
- Assistant Photographer：Shinya Inoue, Naoto Ohkawa
- Executive Producer：Ikuro Meguro